# Quadrio
Quadrio je skupina multifunkčních budov v centru Prahy ve Spálené ulici, nad stanicí metra Národní třída. Jeho název odkazuje na tvar budovy a také čtyři funkce, jež komplex plní: obchod, práce, bydlení a volný čas. Skládá se tedy obchodního centra OC Quadrio, bytů a kanceláří. Quadrio sousedí a je propojeno s obchodním domem MY Národní (dříve OD Máj).
Investorem celé stavby ve velmi frekventované lokalitě v centru Prahy byl CPI Property Group podnikatele Radovana Vítka, cena byla 3,1 miliardy Kč. Architektonické provedení navrhlo studio Cigler Marani Architects.

## Historie
Před komplexem Quadrio se na místě nacházela proluka s jednopodlažní budovou obchodu Tesco a stanice metra jež vznikla při výstavbě metra. Původně zde stál historický blok domů U Bílého lva, U Bílé boty a U Černého koně. Ty na recepci Quadria připomínají plastiky českého umělce Maxima Velčovského.
Před výstavbou byla zahájena demolice objektu Tesco s přilehlým parčíkem. Před výstavbou musel být proveden archeologický výzkum, při němž byly v podzemí odhaleny gotické sklepy, židovské náhrobní kameny a doklady o osídlení z raného středověku. Zóna se stala památkově chráněnou, poté se podařilo odstranit status kulturní památky půlce gotickým sklepům, které na místě zůstaly i po výstavbě. Z tohoto důvodu musel developer přistoupit k omezení kapacity podzemního parkování.
Výstavba začala po mnoha odkladech v roce 2012, nová stanice metra Národní třída byla otevřena již 1. července. Obchodní centrum bylo úspěšně zkolaudováno a otevřeno 31. října 2014. Projekt se původně jmenoval Copa centrum, v roce 2013 byl přejmenován na současný název.

### Provoz
Dne 21. dubna 2018 se zde odehrál incident napadení číšníků před restaurací Polpo, ve Vladislavově ulici.

## Popis

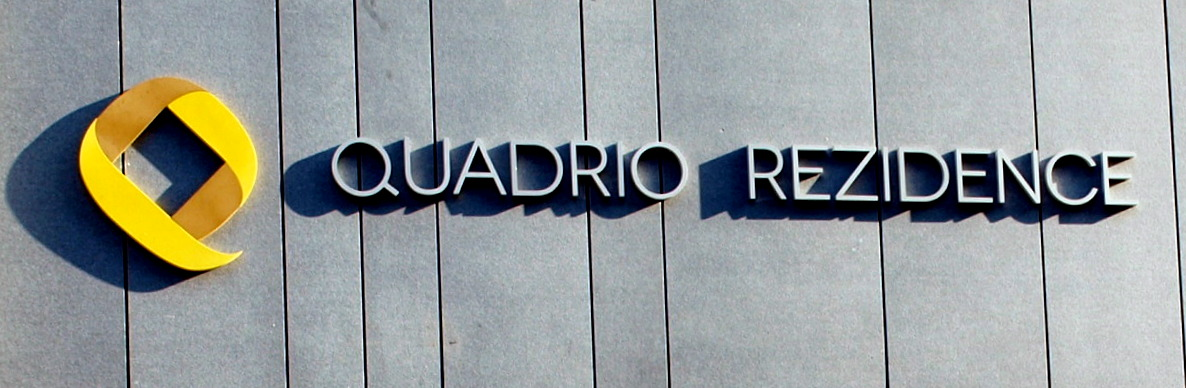
Logo OC Quadrio (rezidence)

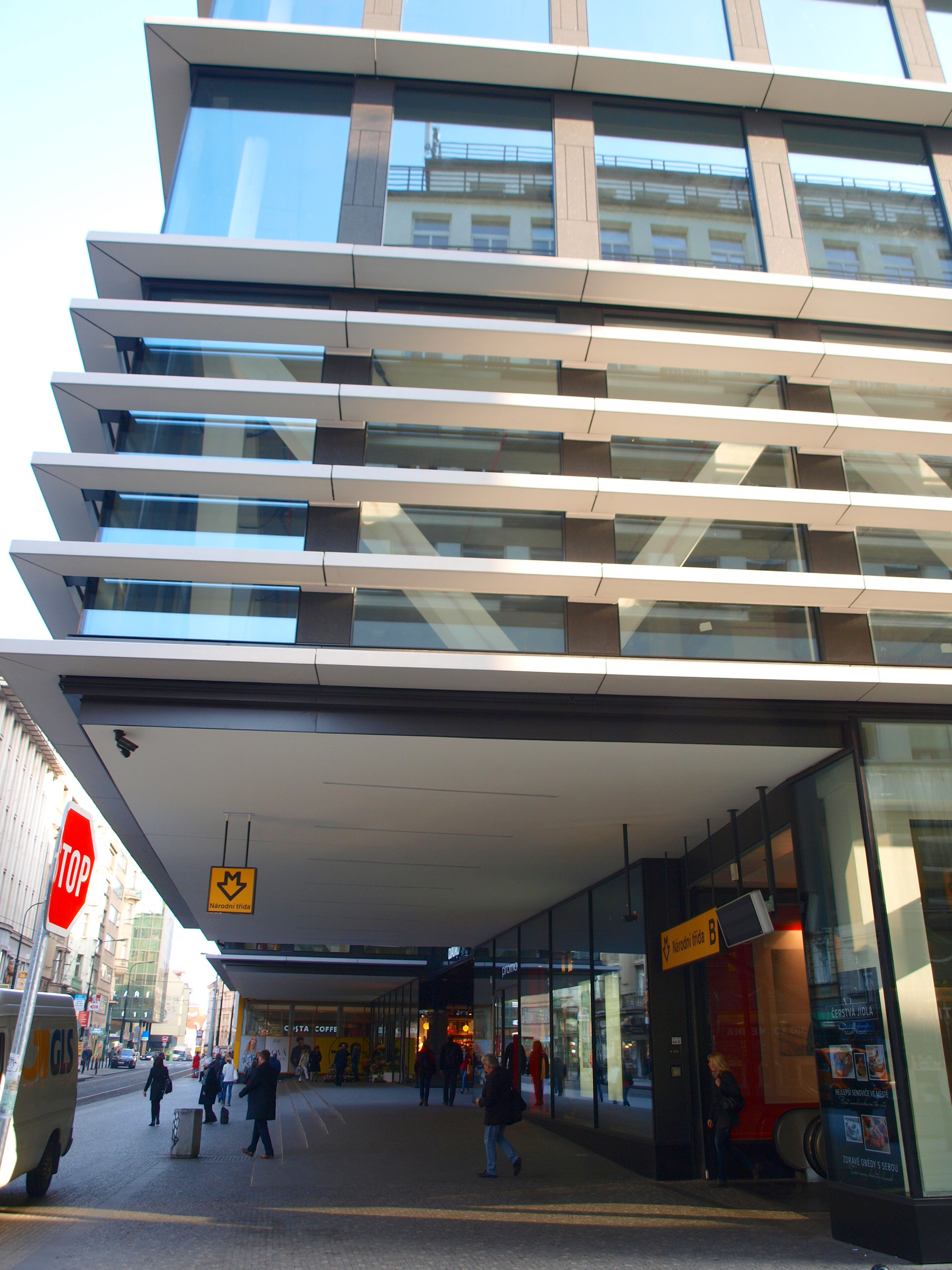
Podloubí a zastávka tramvají, zároveň vstup do metra Národní třída na ulicích Spálená a Purkyňova

Objekt má čtyři podzemní a osm nadzemních podlaží. Dělí se na dvě části, první je pět spojených bloků, shora připomínající čtyřlístek, ve kterých se nachází obchodní centrum a kanceláře. Druhou část tvoří samostatný bytový dům. Komplex nabízí 250 neveřejných parkovacích míst, ve spodních částech je stanice metra a obchodní centrum. Budova v nejvyšší prostřední části dosahuje výšky 35 metrů, celková podlažní plocha je 51 000 m².

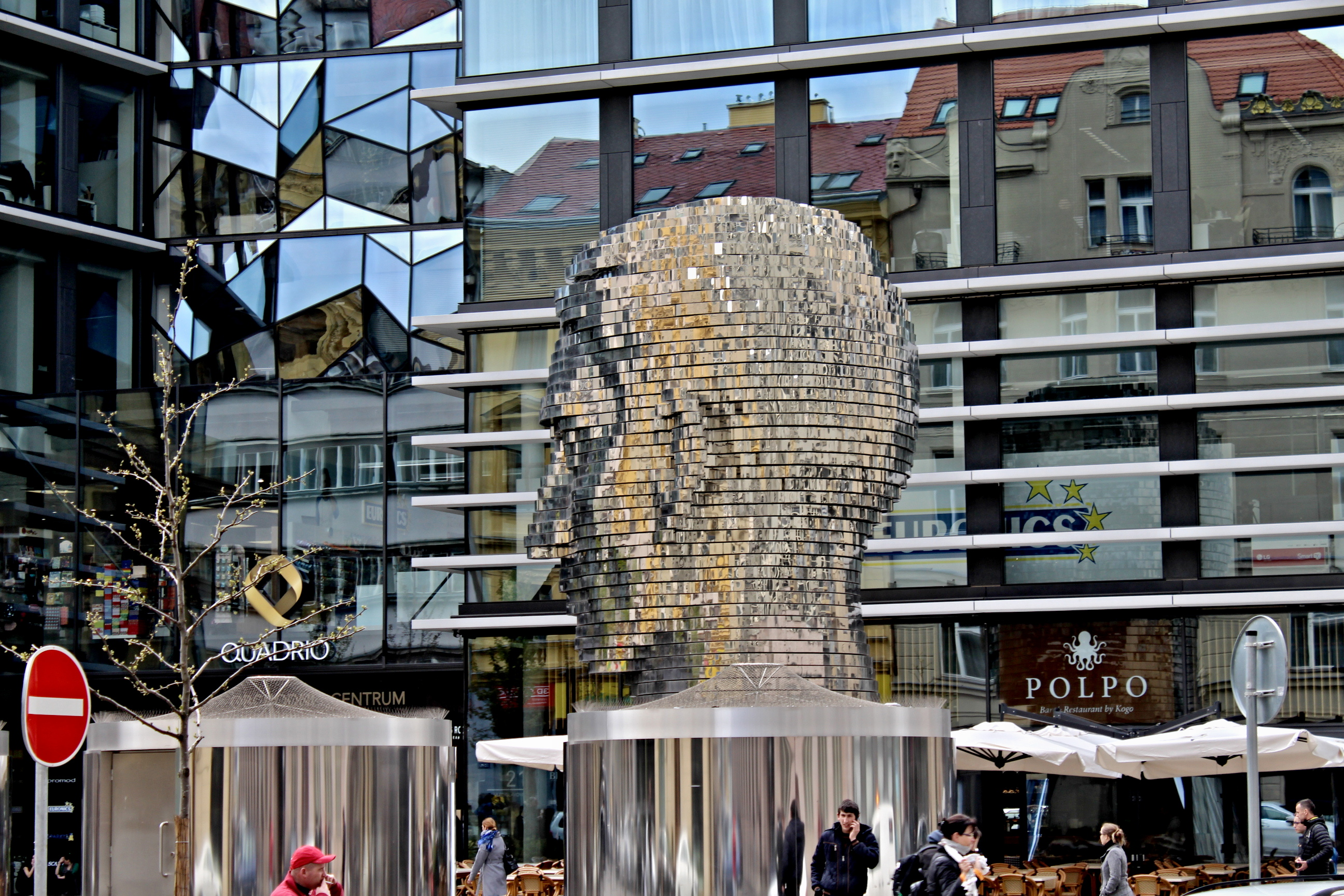
Pohyblivá 10,6 metrů vysoká socha Franze Kafky

Součástí výstavby je také malý park s 19 stromy, ve kterém je instalována 10,6 metrů vysoká pohyblivá socha hlavy spisovatele Franze Kafky. 42 pohyblivých pater z nerezového plechu vytváří jeho obličej, socha byla navržena umělcem Davidem Černým. Za sochu investor zaplatil 30 milionů korun. Uvnitř obchodního centra se nachází také plastiky designéra Maxima Velčovského, znázorňující bílého lva a černého koně, jež připomínají historii místa.

### Části
Obchodní centrum se nachází v celkem čtyřech podlažích, dvou podzemních a dvou nadzemních, zabírá celkem přes 8500 m². V obchodním centru je přes šedesát obchodů, restaurací a služeb. Kanceláře jsou umístěny celkem v šesti horních patrech objektu. Mají k dispozici terasu s výhledem na Pražský hrad, kde je možné pořádat například večírky. Součástí objektu je také samostatná část s třinácti luxusními byty, které byly rozprodány ještě před dostavěním. Původně bylo bytů plánováno devatenáct, ale někteří kupci si přáli prostornější dispozice.

## Ohlasy

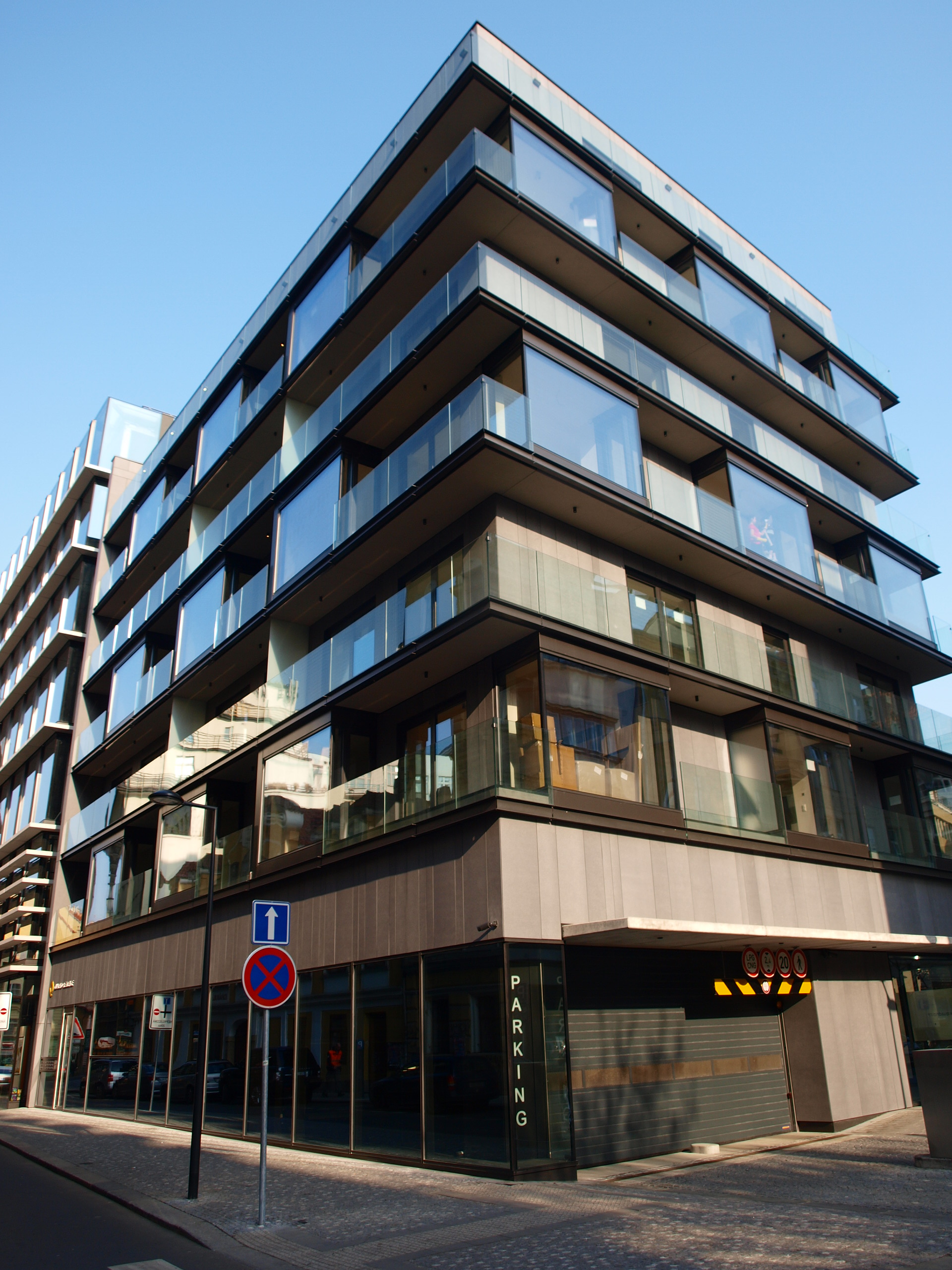
Obytná část Quadria

Architekt a novinář Adam Gebrian ve svém pořadu Gebrian versus v díle speciálně o budově Quadrio pochválil, jak se investor a architekti vypořádali s tak velkým prostorem a naopak kritizoval přístup města, které prodalo investorovi jeden takto velký pozemek najednou, tudíž nemohlo očekávat různorodou zástavbu.
Architekt Quadria Jakub Cigler z ateliéru Jakub Cigler Architekti projekt po dvou letech fungování pochválil, kvůli němu totiž podle něj obživlo blízké okolí, vznikla zde spousta kaváren a restaurací. Zvýšily se také ceny okolních nemovitostí.
Veřejnost často při otevírání kritizovala, že v centru Prahy přibyly další kancelářské prostory a obchodní centrum, i když jich byl dostatek. Stavba se v roce 2016 umístila na třetím místě v soutěži "Skleněné peklo posledního čtvrtstoletí", pořádané spolkem Arnika.